# Cuthbert Nyasango

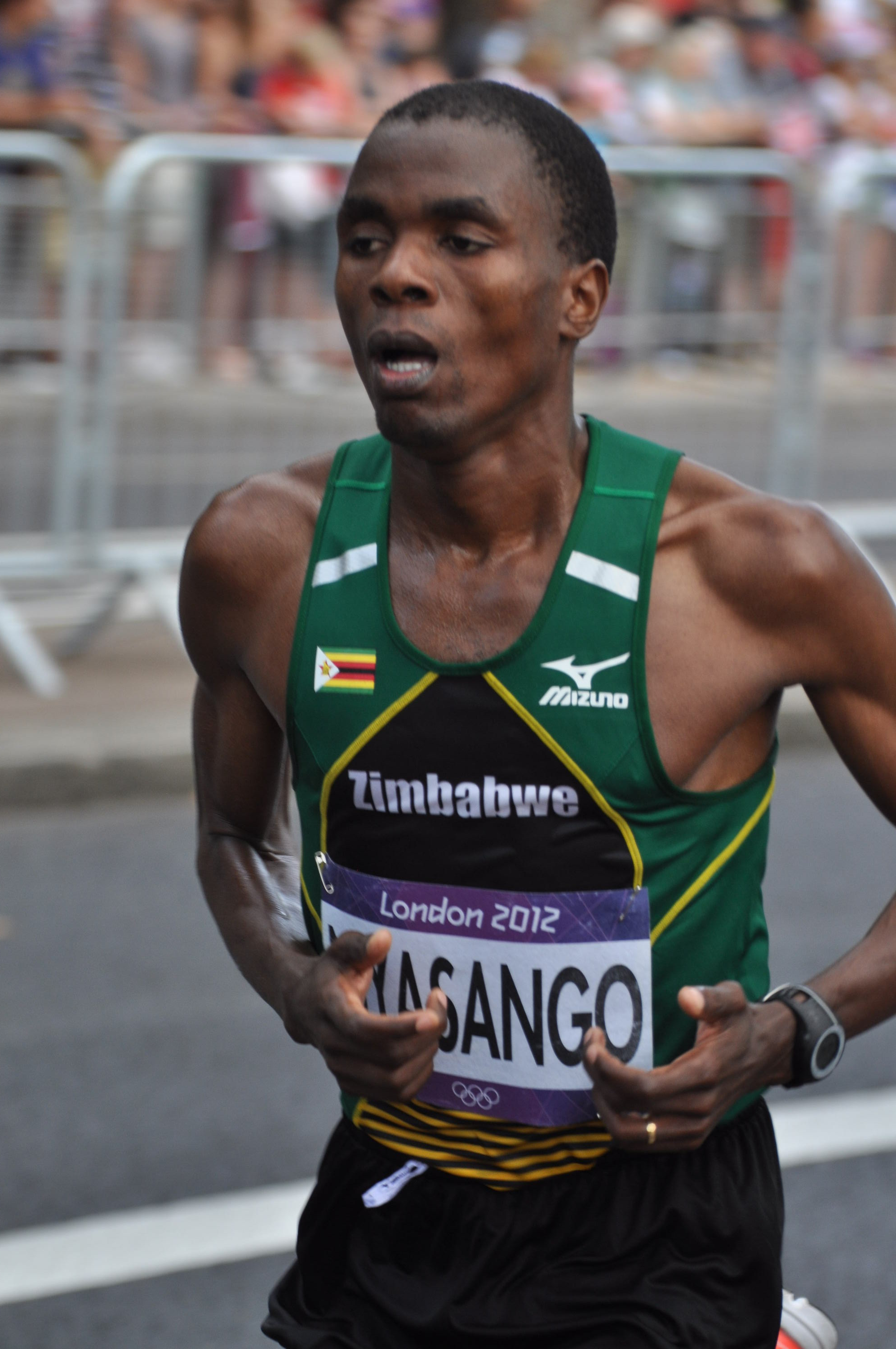
Cuthbert Nyasango

Cuthbert Nyasango (n. Nyanga, 17 de septiembre de 1982) es un corredor de larga distancia de Zimbabue.

## Logros
| Año  | Torneo                                 | Lugar               | Resultado | Extra       |
| ---- | -------------------------------------- | ------------------- | --------- | ----------- |
| 2000 | Campeonato Mundial Junior de Atletismo | Santiago, Chile     | 7th       | 5000 m      |
| 2005 | World Cross Country Championships      | St Etienne, Francia | 20th      | Short race  |
| 2005 | World Cross Country Championships      | St Etienne, Francia | 16th      | Long race   |
| 2006 | World Road Running Championships       | Debrecen, Hungría   | 13th      | 20 km       |
| 2007 | World Cross Country Championships      | Mombasa, Kenia      | 21st      | Senior race |

### Logros personales
- 1500 metros - 3:50.26 min (2003)
- 3000 metros - 7:51.29 min (2005)
- 5000 metros - 13:31.27 min (2007)
- 10,000 metros - 27:57.34 (2007) - récord nacional
- Media maratón - 1:00:26 hrs (2007)